# Famille Chaber

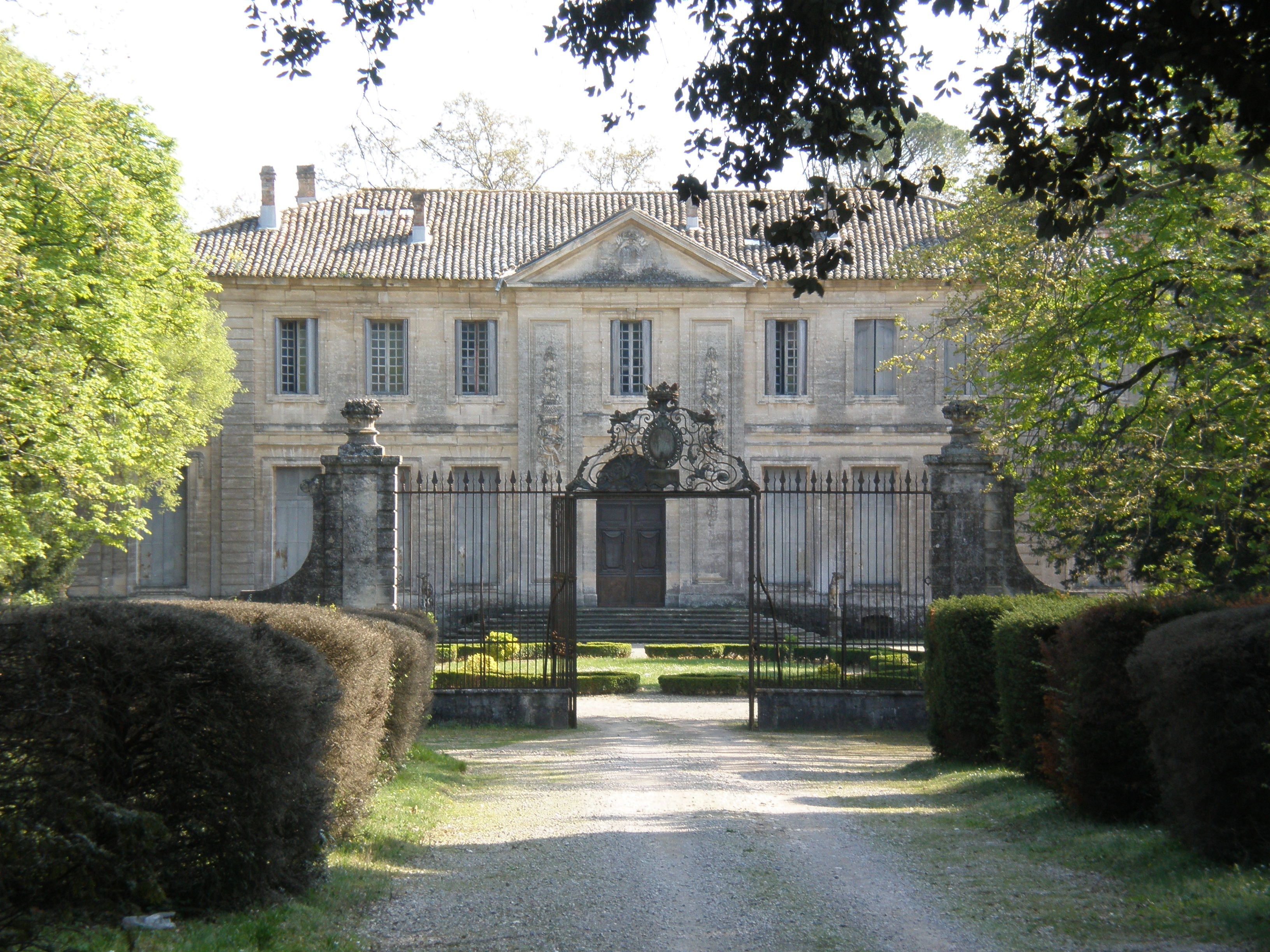
Château de la Piscine en 2009

La famille Chaber est une famille française protestante éteinte établie à Montpellier (Hérault).

## Filiation
- André François Chaber (1777-1855) ; Né en 1777, il est considéré comme étant le « fondateur » de la famille Chaber. Il décède en 1855.
  - Pierre André Alfred Chaber (1817-1894) ; Fils d'André François Chaber et de Jeanne-Célestine Grand, il nait le 19 juillet 1817. De 1835 à 1837, il étudie à Genève auprès de Rodolphe Töpffer jusqu’à l'obtention de son baccalauréat. Collectionneur d'art, il ramène de nombreuses œuvres d'Italie, pays ou il a habitude de se rendre. Il est aussi un important donateur pour le musée des Moulages de Montpellier, les musées de Narbonne, Sète, Béziers ainsi que pour le musée du Louvre. Il est également membre de la Société Languedocienne de Géographie, de la Société archéologique de Montpellier, de la Commission archéologique de Narbonne et de l'Association pour l'encouragement des études grecques en France[1]. En 1893, il achète le château de la Piscine[1],[2]. Il décède l'année suivante.
    - Alfred André Chaber (1852-1904) ; Fils de Pierre André Chaber et de Medeleine Boucherin, il nait le 27 novembre 1852. Il fait d'importants aménagements dans le jardin de la résidence familiale contribuant à la notoriété de l'édifice. Il décède le 26 mai 1904.
      - Benjamin Alfred Jean Henry Chaber (1880-1955) ; Fils d'Alfred André Chaber et d’Élise Sophie Marguerite Mazard de Mazarin, il nait en 1880. Proche du revivalisme, en 1892, il cofonde le temple reformé de Brueys. En 1920, il épouse Inès d'Albis, avec qui il a deux filles : Françoise et Andrée[1]. Royaliste et membre de l'Association Sully[1],[3], en 1932 le mouvement publie son ouvrage L'Association Sully, sa doctrine, son but, ses réponses à quelques objections.[4]. De 1933 à 1939, avec Pierre Delpuech il codirige le Bulletin du Groupe du Bas Languedoc de l'association Sully[1],[3]. Lors de la recréation du journal par le pasteur Noël Vesper, d'octobre 1942 à aout 1944, il y défend, à l'instar de ce dernier, une posture collaborationniste[5]. Il décède en 1955.
        - Françoise Chaber (1922-2004) ; Fille ainée de Benjamin Alfred Jean Henry Chaber, elle nait en avril 1922 et décède en février 2004.
        - Andrée Chaber (1925-) ; Fille cadette de Benjamin Alfred Jean Henry Chaber, elle nait en juillet 1925. En avril 1954, elle épouse Olivier Cruse, Croix de guerre 1939-1945. Le couple n'ayant pas d'enfants, Andrée Chaber lègue tous ses biens à son petit-neveu, fils de Mathilde Marie Thérèse Chaber.

      - Mathilde Marie Thérèse Chaber (1887-1966) ; Sœur cadette de Benjamin Alfred Jean Henry Chaber, née en 1887, en 1910 elle épouse Guillaume de Falguerolles. Elle décède en 1966.
        - Raimond de Falguerolles (1954-); Né le 23 avril 1954, il est le fils de Mathilde Marie Thérèse Chaber et de Guillaume de Falguerolles[1].